# Arturo San Agustín
Arturo San Agustín   (Barcelona, 1949 - 26 de juny de 2025) va ser un periodista i escriptor català.

## Biografia
Els seus pares van arribar a Catalunya des del municipi aragonès de Riglos. San Augustín visqué la joventut al Poblenou, entre les barraques del Somorrostro i una escola de la Barceloneta. El seu pare treballava a la gasística El Arenal i vivien al palauet de Charles Lebon, pioner del gas a Barcelona. La seva família va popularitzar la croqueta barcelonina anomenada la bombeta.
Va iniciar la seva trajectòria professional com a creatiu publicitari durant onze anys, en els que va estar a quatre agències de publicitat. Va guanyar premis en el Festival de Cinema Publicitari de Cannes per dues de les seves campanyes.
Es va dedicar al periodisme des del 1970 escrivint periòdicament en diaris, primer al El Periódico i després a El Mundo i La Vanguardia. Va dirigir també alguns documentals com El Vaticano: un lugar ambiguo.
Des de la dècada del 1970 va publicar diversos llibres amb cròniques periodístiques de Barcelona i relats propis d'un expert vaticanista. Per fer aquests llibres va tenir accés ad cardenals, portaveus papals i monsenyors.
Va rebre el Premi Ciutat de Barcelona de Periodisme el 1999, el Premi Continuarà de RTVE, el premi Plaza Mayor de poesia i va ser finalista del premi Antonio Machado de narracions. El 2019 va rebre un dels guardons Ramblistes d'Honor.

## Obra publicada
- Arturo San Agustín. 50 estornudos sin pañuelo.  Editorial DIROSA, 1974. ISBN 978-84-7358-006-9.
- Arturo San Agustín. Mediterránea: un encuentro con la mujer que nació de la espuma, 1976*. ISBN 978-84-400-1463-4.
- Arturo San Agustín. El otro zoo de Barcelona.  Maral, 1976.
- Arturo San Agustín. A esa hora incierta del alba.  Dirosa, 1981.
- Arturo San Agustín. M'agrada que em faci aquesta pregunta: l'entrevista en premsa.  Pòrtic, 1999. ISBN 978-84-7306-549-8.
- Arturo San Agustín. Estoy en Buenos Aires, Gordo.  Ediciones B, 1 gener 2004. ISBN 978-84-666-1587-7.
- Arturo San Agustín. La noche que quemaron a la mendiga.  La esfera de los libros, 2006. ISBN 978-84-9734-531-6.
- Arturo San Agustín. La nena del Leopoldo: Una crónica de Barcelona.  Grupo Planeta, 11 gener 2010. ISBN 978-84-7669-857-0.
- Arturo San Agustín. El buitre en el Tíber: Europa no se quiere.  Grupo Planeta, 22 febrer 2010. ISBN 978-84-8307-956-0.
- Arturo San Agustín. Un perro verde entre los jovenes del Papa / A Green Dog Among the Pope's Young Men.  Luis Vives Editorial, octubre 2011. ISBN 978-84-938324-6-9.
- Arturo San Agustín. De Benedicto a Francisco.  Fragmenta Editorial, abril 2013. ISBN 978-84-92416-72-1.
- Arturo San Agustín. Cuando se jodió lo nuestro.  Grupo Planeta, 3 abril 2014. ISBN 978-84-9942-320-3.
- Arturo San Agustín. Tras el Portón de Bronce: La realidad vaticana en la era del papa Francisco.  Grupo Planeta, 24 febrer 2015. ISBN 978-84-9942-396-8.
- Arturo San Agustín. En mi barrio no había chivatos.  Comanegra, 2016. ISBN 978-84-9850-855-0.